# Crisis política en México de 1808

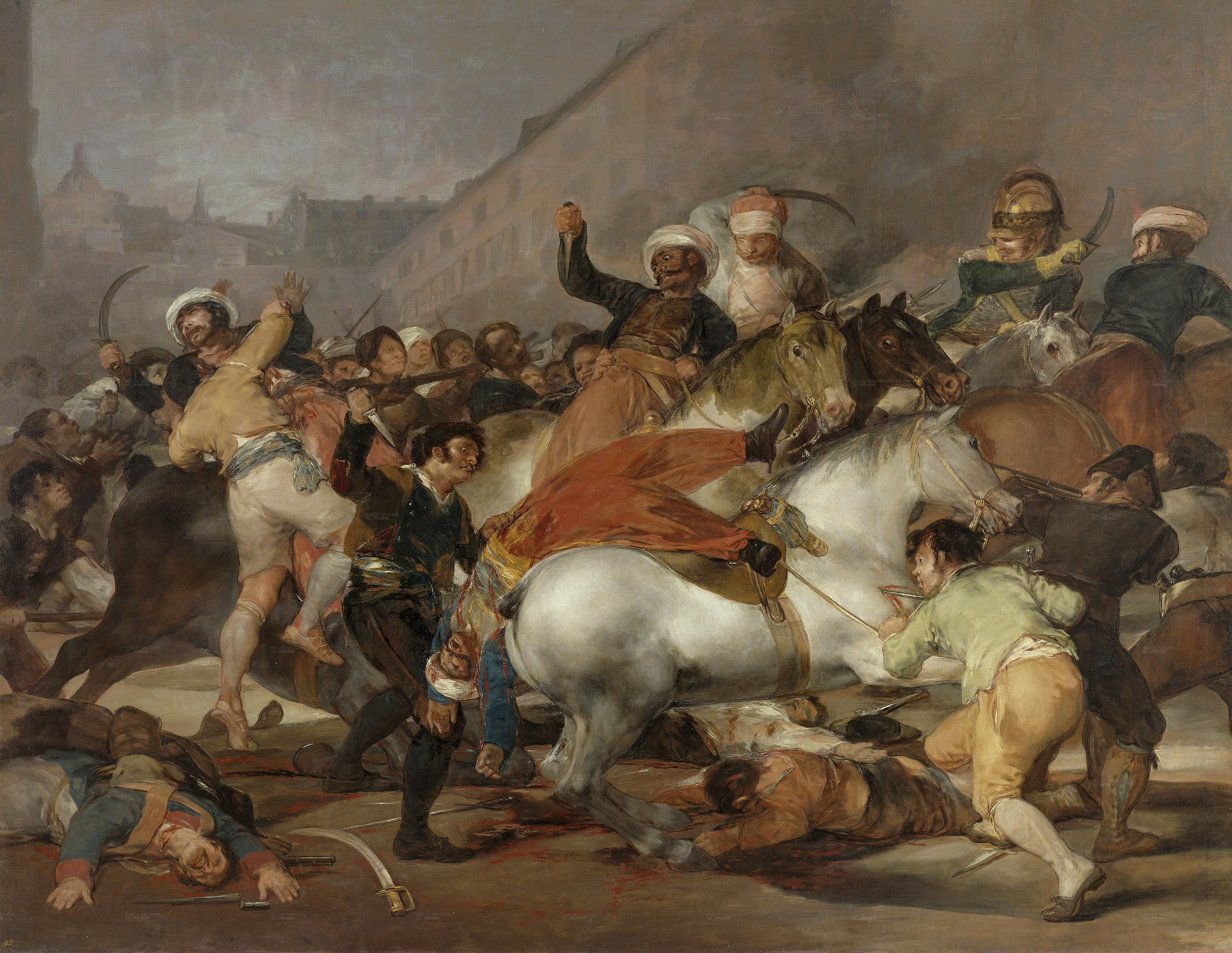
La noticia del levantamiento del 2 de mayo en Madrid llegó a la sociedad novohispana en agosto, mismo mes en que Iturrigaray desconoció a la Junta de Oviedo, que se proclamó soberana del Imperio español en ausencia de Fernando VII. Este hecho fue visto por la sociedad de peninsulares radicados en México como una declaración soterrada de independencia por parte del virrey.

La crisis política en Nueva España de 1808 hace referencia al conjunto de hechos que trastocan a la alta sociedad del Virreinato de Nueva España en el ámbito político, socioeconómico y militar, pero que con el paso de los años serían los causantes de la decadencia del poder político solamente en la América Septentrional o América Mexicana, mas no en Filipinas o el Caribe y que desencadenaran el inicio de la guerra de Independencia mexicana. Factores detonantes de esta crisis fueron la Invasión francesa a España y la consecuente lucha de los españoles por liberarse de las tropas de Napoleón Bonaparte. Dentro del panorama del virreinato, destaca la figura del virrey José de Iturrigaray, quien padeció durante todo su mandato de serias sospechas de corrupción, principalmente lanzadas por los elementos más reaccionarios y conservadores de la capital. Al conocerse la noticia de la invasión napoleónica, ciertos grupos en México sospecharon que Iturrigaray pretendía independizar al virreinato y erigirse como cabeza de un nuevo estado. El hacendado Gabriel de Yermo y otros miembros de la sociedad en la capital, con el visto bueno del arzobispo capitalino, Francisco Xavier de Lizana y Beaumont, tomaron por asalto el 15 de septiembre de 1808 la residencia de descanso donde se encontraba el virrey Iturrigaray, deteniéndolo, consumando así el primer golpe de Estado en la Historia de México.
Si bien la crisis venía desarrollándose desde tiempo atrás, el punto culminante de ésta ocurrió en 1808, por lo que para la historiografía mexicana los sucesos de los años 1800-1808, han quedado registrados como Crisis política de 1808 en Nueva España.
participaron Gabriel de Yermo y Francisco Xavier de Lizana y Beaumont.
La marcada distinción de castas y la preferencia hacia los peninsulares despertó en los criollos y las diversas castas un sentimiento antipeninsular, que fue exacerbado por la bancarrota financiera sufrida por el virreinato entre 1804 y 1805. Carlos IV y Manuel Godoy —de quien se rumoreaba que era amante de su mujer, María Luisa de Parma— aparecen después como figuras repudiadas o amadas para los dos bandos que la crisis generó en la alta sociedad virreinal. Con el fin de apoyar la guerra contra el Reino Unido, que resultó en una estrepitosa derrota marítima y la consecuente debacle económica del reino, en especial de la Nueva España, la Corona emitió una medida muy impopular para los novohispanos obligada por las graves crisis financieras que sufría España desde la época de Felipe II, agravada por las guerras en las que el imperio se vio envuelto a raíz del Pacto de Familia, por lo que se idearon los vales reales, método por el cual el gobierno obtenía dinero a través de sus súbditos y que, al decretarse la consolidación de estos, produjeron una gran crisis en el virreinato que llevó a la bancarrota a muchos habitantes, incluido Manuel Hidalgo, el hermano menor de quien más tarde iniciaría el movimiento independentista, Miguel Hidalgo, que falleció en 1811.
Todos estos desaciertos del gobierno real generaron serio descontento entre los habitantes del virreinato, que ya habían externado el clamor popular en forma de algunos motines y desobediencias que sin embargo no prosperaron, pero el golpe que la facción legitimista asestó en septiembre de 1808 significó para los novohispanos un agravio más que constituiría uno de los factores más importantes para el estallido de la guerra de Independencia, tan sólo dos años después.

## La acometida fiscal de 1804
En 1804 para obtener recursos Carlos IV decidió apelar a préstamos forzosos que ocasionaron mucho descontento tanto en súbditos peninsulares como americanos. En Nueva España, la iglesia tenía muchas riquezas y por ello llegó la orden de que esta consolidara los vales reales, que eran una medida para los novohispanos causada por las graves crisis financieras que sufría España. Era un método por el cual el gobierno obtenía dinero a través de sus súbditos y que, al decretarse la consolidación de estos, produjeron una gran crisis en el virreinato que llevó a la bancarrota a muchos habitantes.

## La bancarrota del imperio
En 1804 Napoleón fue coronado emperador de Francia por lo que ahora tenía mucho más poder. Sin embargo España quería mantenerse neutral y no aliarse ni con el Imperio Británico ni con el Imperio de Napoleón, que estaban en guerra.
Para no tener problemas con ninguno de los dos Imperios, España se vio obligada a hacer fuertes pagos secretos de sus ganancias del comercio con América a ambos Imperios sin que estos supieran que estaba ayudando a los dos. Esto causó que la monarquía española quebrara y se endeudara.
Para empeorar las cosas, Carlos IV y el ministro Manuel Godoy, apoyaron la guerra contra el Reino Unido y resultó una estrepitosa derrota marítima y una crisis por haberse aliado con la Francia napoleónica y como consecuencia: la ruina económica del reino, en especial de la Nueva España.

## La invasión napoleónica a la España peninsular

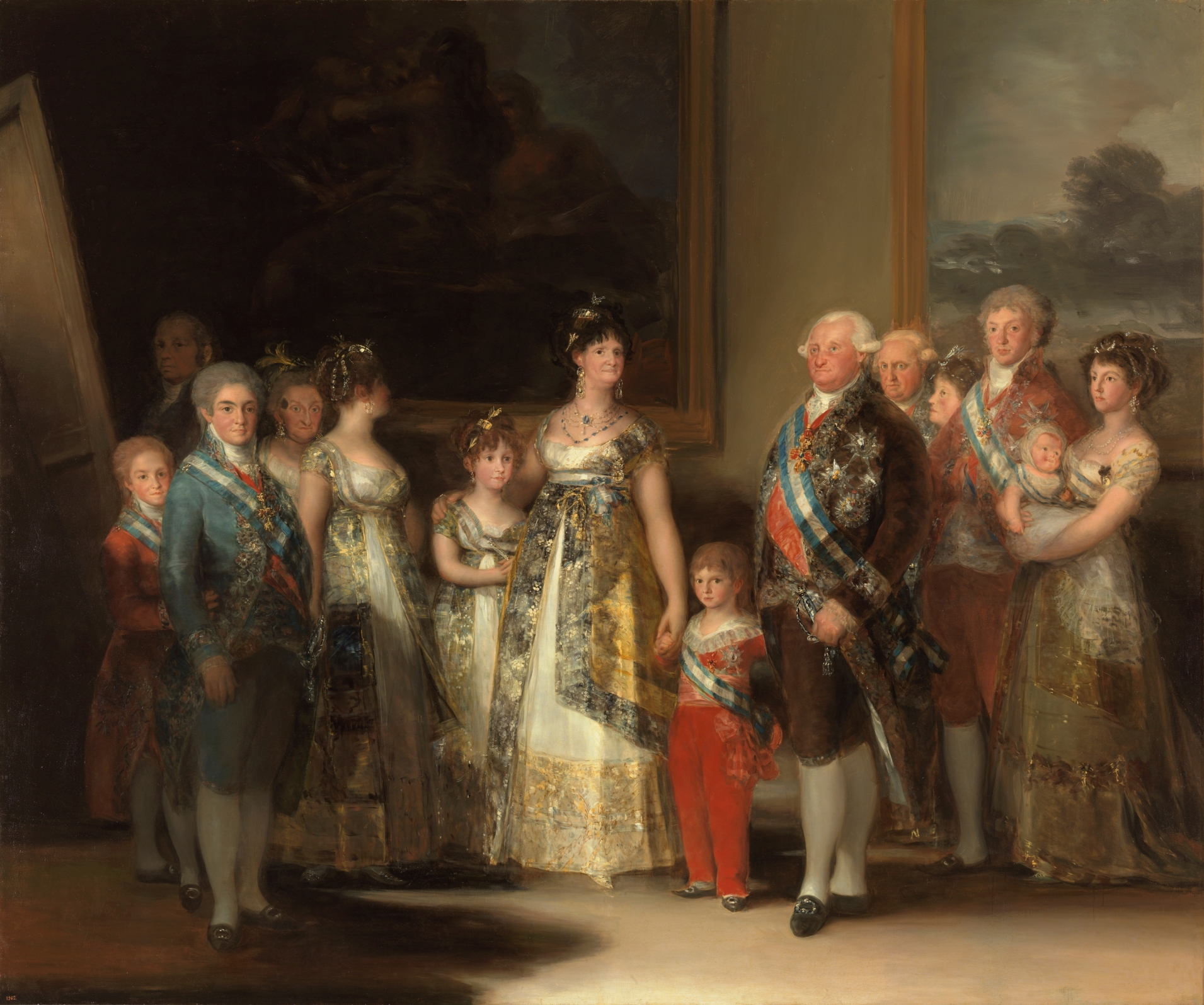
La familia de Carlos IV, pintada por Francisco de Goya en 1800, pocos años antes de las Abdicaciones de Bayona. En ella aparece la última generación de monarcas absolutos (Carlos IV y Fernando VII).

España y sus dominios eran gobernados desde 1788 por Carlos IV, miembro de la Casa de Borbón y emparentado con Luis XVI, monarca galo. Un año más tarde de su ascenso al trono, se desató la Revolución francesa. Por consejo de su primer ministro, el conde de Floridablanca, el rey español se mantiene neutral. Pero al ser sustituido Floridablanca por el conde de Aranda en 1792, la política española cambió, pues el nuevo ministro era partidario de las ideas de la Ilustración, en especial de Voltaire, lo cual no fue bien visto por la sociedad española. Carlos IV removió a Aranda en ese mismo año, y fue ascendido a primer ministro el joven Manuel Godoy, de quien se decía, era amante de la reina María Luisa de Parma. El 21 de enero de 1793, Luis XVI fue ejecutado en la guillotina. Dos años más tarde, en 1795, Godoy suscribió con Francia la Paz de Basilea, por lo que el favorito del rey recibió el título de «Príncipe de la Paz». Al ascender al poder Napoleón Bonaparte, en 1799, Godoy suscribió nuevamente un tratado, firmado en San Ildefonso, por el que la Armada de España quedaba a disposición de Napoleón. En 1802 ambos países declararon la guerra al Reino Unido y en consecuencia a su principal aliado europeo, Portugal. Hacia mediados de 1805, la escuadra de guerra española se unió a la francesa y ambas pelearon juntas en la Batalla de Trafalgar, en octubre, donde fueron vencidas por el almirante británico Horacio Nelson, quien pereció durante la batalla. La derrota de la armada española provocó más descontento entre el pueblo, tanto el peninsular como el ultramarino, pues muchos de los fondos para crear y mantener la marina se habían obtenido de cobrar impuestos más altos y de expropiar propiedades de deudores a la Corona, especialmente en la Nueva España. Este fue un gran motivo de descontento.

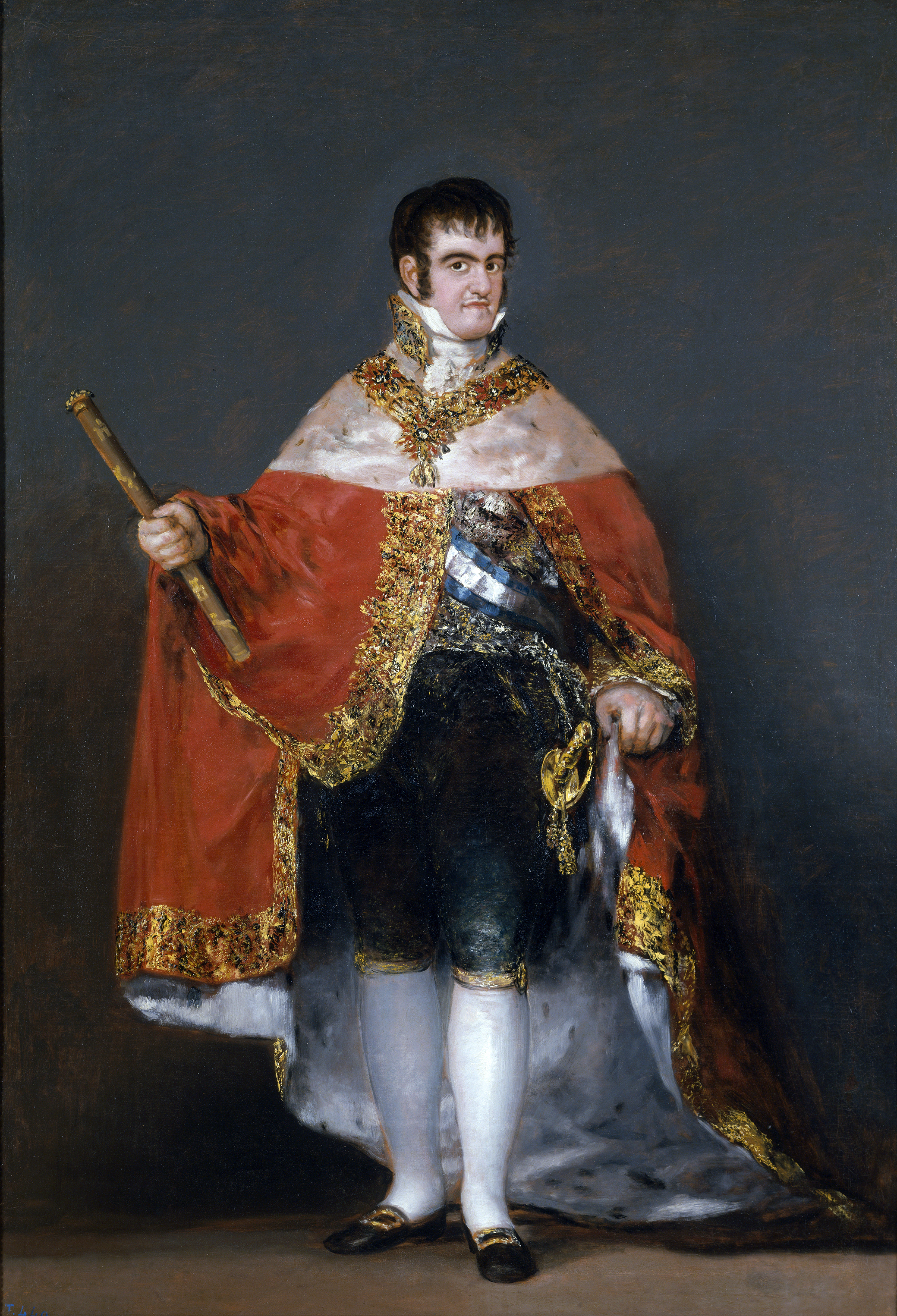
Fernando de Borbón, príncipe de Asturias.

La derrota de la armada francoespañola provocó que Napoleón, que para entonces dominaba prácticamente toda Europa, impusiera al Reino Unido una sanción económica y comercial, conocida como el Bloqueo Continental, impidiendo así a todas las naciones europeas comerciar con la potencia británica. A fines de 1807, el reino de Portugal, otrora aliado francés, decidió iniciar relaciones comerciales con Inglaterra. Al conocer Napoleón esta noticia decidió invadir territorios lusitanos para evitar que su ejemplo cundiera por otros países. Para este fin, debía atravesar la península ibérica. Godoy permitió el paso de las tropas francesas a principios de octubre de 1807.
El general francés Junot entró en Galicia y más tarde en Valencia, causando el malestar de los españoles. Carlos IV y su familia fueron alertados de una posible invasión de Napoleón a tierras españolas, por lo que se movilizó con todo su caudal a Andalucía, para salir del país en caso de un ataque. Mientras el rey se alistaba en Cádiz, los franceses ocuparon Aragón y parte de Cataluña. Godoy comenzó a desconfiar de las intenciones de Napoleón y se reunió a principios de marzo de 1808 con el rey en el Palacio Real de Aranjuez, cercano a Madrid. Entre el 17 y 18 de marzo, sucedió un incidente conocido como el Motín de Aranjuez. Capturado por campesinos del lugar, estuvo a punto de ser asesinado. Carlos IV fue presionado por la multitud para abdicar en favor de su hijo, el Príncipe de Asturias, Fernando de Borbón, sentando así un precedente en la Historia de España, al ser destronado por primera vez un rey por su hijo. Napoleón ordenó al general Murat conducir al nuevo monarca a Madrid, a donde llegó el 25 de marzo. El emperador de los franceses deseaba entrevistar con Carlos IV y su hijo, por lo que los hizo llamar a Bayona. Prisioneros ahí de los franceses, Bonaparte reunió a los reyes con Godoy el 30 de abril. Dos días más tarde, el pueblo de Madrid conoció la noticia y se alzó en armas contra los franceses, hecho nombrado en la historiografía como Dos de Mayo. El 5 de mayo, Fernando VII devolvió la corona a su padre, quien a su vez la transfirió a Napoleón. El emperador galo nombró a José Bonaparte como nuevo Rey de España, ostentando desde entonces y hasta 1814 el título de José I de España, apodado por el pueblo español como «Pepe Botella».

## El gobierno de José de Iturrigaray; antecedente interno

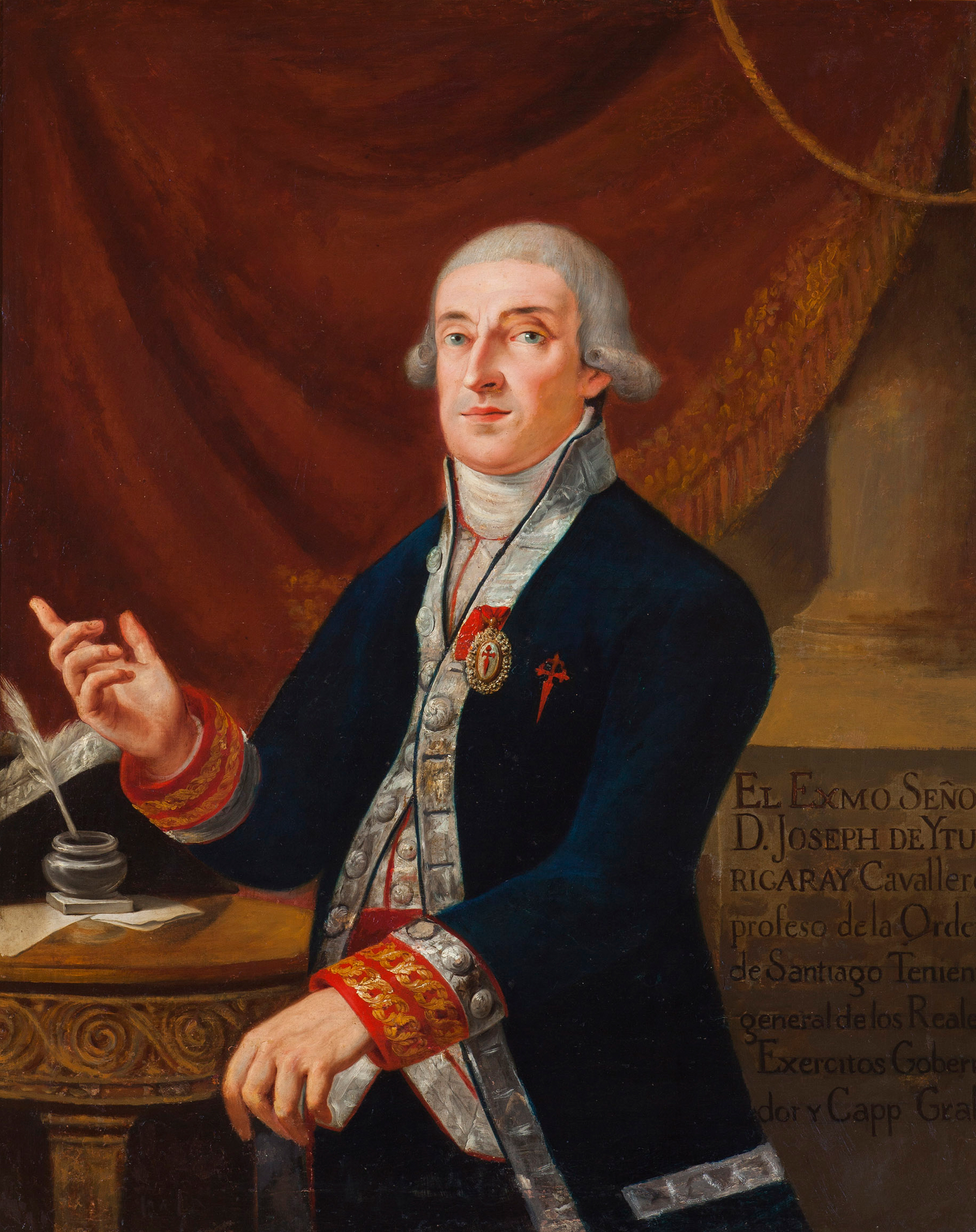
José de Iturrigaray, militar andaluz y virrey de Nueva España (1803-1808).

José de Iturrigaray era un militar nacido en el año de 1742 en Cádiz, Andalucía. Participó en varias acciones por parte de la Armada de España, donde conoció a Godoy. Por influencias de su antiguo amigo, fue removido de su cargo en Granada para ser comisionado como virrey de Nueva España en diciembre de 1802, arribando al puerto de Veracruz los primeros días de 1803. Era sustituto de Félix Berenguer de Marquina, virrey que tuvo fama de duro e inflexible con los rebeldes. Iturrigaray se dedicó al reforzamiento del ejército, y en 1804 debió cumplir la Consolidación de los Vales Reales, por el cual las deudas de los criollos, peninsulares y castas eran cobradas con intereses. Los fondos recaudados sirvieron para el mantenimiento de la armada española que peleó en Trafalgar. Al conocerse en territorios novohispanos la debacle naval en Trafalgar, la población expresó su descontento ante la inutilidad de los fondos recaudados, y en muchos pueblos se realizaron motines.
Poco antes de finalizar 1807 se dio a conocer la noticia de la invasión francesa a Galicia y Cantabria, y el consejo de Estado del virrey ordenó la movilización de la mayor parte de los conjuntos militares se trasladaran a Xalapa, para enfrentar una posible invasión de Napoleón a la Nueva España. Fue en los campos sotaventinos donde se comenzó a gestar las primeras ideas de independencia, al estar ahí reunidos la mayor parte de los militares del país, que por completo eran criollos, a excepción de ciertos altos oficiales de nacimiento peninsular. En enero de 1808 el virrey visitó las guarniciones, a fin de presenciar las maniobras realizadas. Durante su estadía, se desató una epidemia de sífilis entre los soldados, debido a su contacto con prostitutas. Al regresar a la capital, Iturrigaray recibió las noticias de que los franceses habían entrado en Valencia y Sevilla, y estaban a un paso de la capital real.
El 9 de junio llegó a Veracruz la fragata Aventura, que contenía la Gaceta de Madrid, donde informaba del Motín de Aranjuez, las Abdicaciones de Bayona y el levantamiento del pueblo de Madrid del Dos de Mayo. Iturrigaray recibió las noticias en su casa de campo el domingo 17 de junio, y pocos días más tarde toda la sociedad de la Ciudad de México se enteró de los hechos ocurridos en la metrópoli. El ayuntamiento capitalino se había mantenido al margen de lo sucedido en España, pero el 5 de agosto la facción peninsular exigió a Iturrigaray la proclamación de Fernando de Borbón, príncipe de Asturias como Fernando VII, rey de España y de las Indias. Dubitativo, Iturrigaray accedió y Fernando VII fue proclamado monarca en la plaza central de la capital la mañana del 13 de agosto de 1808, coincidiendo así con el 288° aniversario de la toma del Anáhuac a manos de Hernán Cortés. Tal hecho marca el nacimiento del Virreinato de la Nueva España, por tal fue elegida la dicha fecha.
Francisco Primo de Verdad y Ramos, síndico y procurador del Ayuntamiento, propuso en la sesión del 14 de agosto la creación de la Junta de México, organismo de gobierno que se encargase de dirigir la administración pública durante la ausencia de Fernando VII del trono español. Se temía, también, que las fuerzas francesas de Murat destruyeran el gobierno provisional en Cádiz e intentara invadir la América Septentrional. Primo de Verdad fue apoyado por Juan Francisco Azcárate y Lezama, otro regidor de la capital. Ambos sustentaban su argumentación en las obras de los pensadores ilustrados del siglo XVIII, en especial Montesquieu y su trabajo El espíritu de las leyes, donde afirmaba que la soberanía ha de residir en el pueblo.
Las ideas liberales de Primo de Verdad y Azcárate fueron inmediatamente rechazadas por la mayoría de los presentes en aquella sesión de cabildo. El inquisidor Bernardo Prado y Ovejero, argumentaba que las ideas de la soberanía popular por encima del derecho divino concedido a los reyes, eran contrarias a las enseñanzas de la Iglesia católica, y tachó de hereje a Primo de Verdad. Tras una acalorada discusión entre ambos bandos, Iturrigaray puso orden y se negó a aceptar la propuesta de Primo de Verdad.
El 20 de agosto llegó a la Nueva España Juan de Jáuregui, representante de la Junta de Sevilla y cuñado del virrey, a pedir a Iturrigaray la aceptación por parte de la Nueva España hacia la Junta de Sevilla. Pocos días más tarde, un enviado de la Junta de Oviedo viajó a la capital con el mismo propósito. El 25 de agosto, Iturrigaray convocó nuevamente al cabildo, y rechazó la petición de la Junta de Oviedo, pero sorpresivamente también la de la Junta de Sevilla. Este acto fue visto por los ciertos sectores como una provocación y decidieron derrocarle. Los criollos de talante liberal, por el contrario, creyeron que Iturrigaray apoyaba a su bando, y en consecuencia, una posible independencia de México.

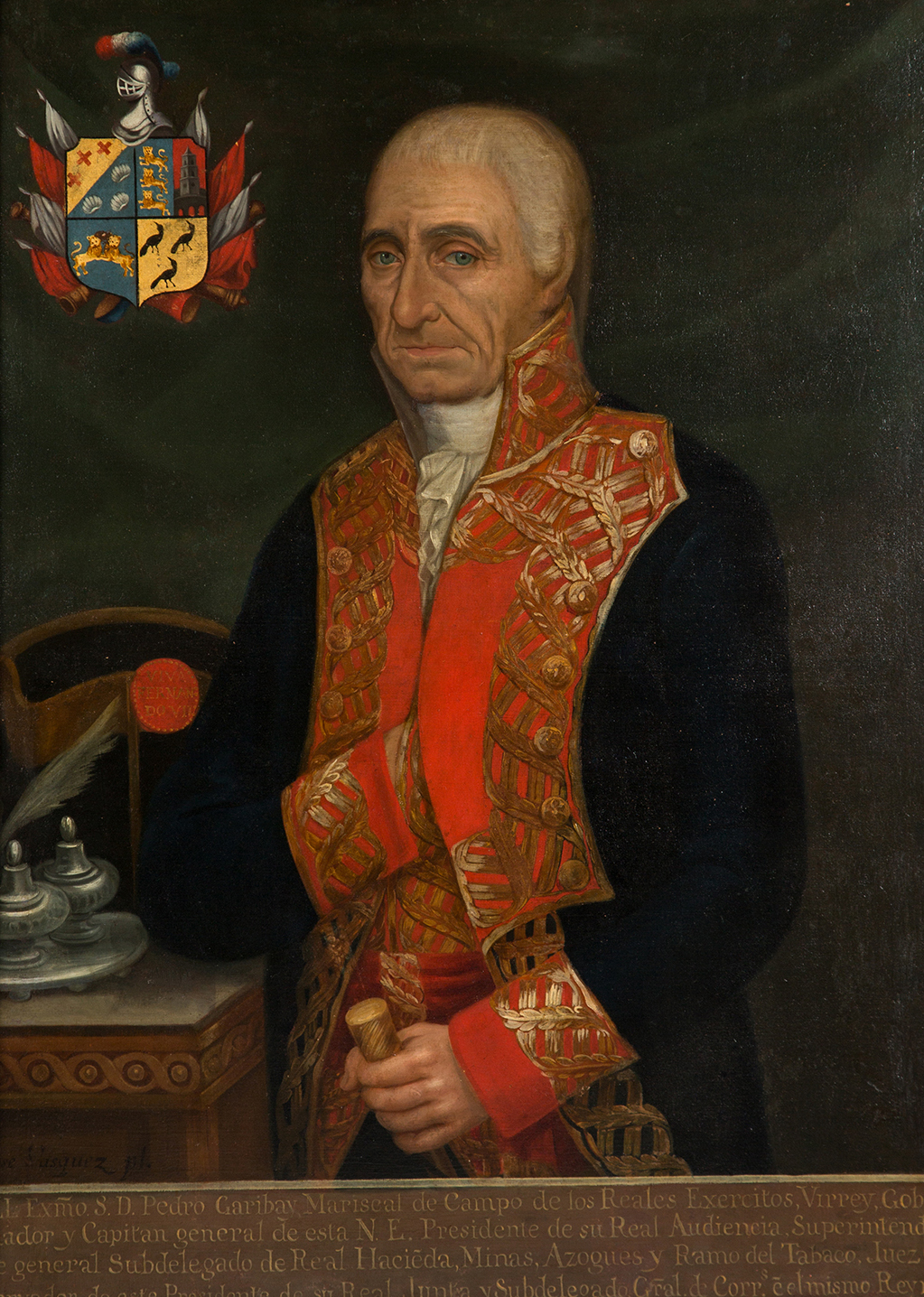
El virrey Pedro de Garibay.

A principios de septiembre, un grupo encabezado por los oidores Guillermo Aguirre y Viana y Pedro Catani comenzó a difundir entre los más conservadores el rumor de que Iturrigaray desobedecería al gobierno español y se proclamaría Rey de Nueva España, apoyado por los criollos ilustrados. El hacendado Gabriel de Yermo, radicado desde hacía muchos años en la Nueva España, fue atraído por Bataller a la conspiración y en poco tiempo se erigió como líder del movimiento. El 11 de septiembre quedó formalmente constituido el grupo Los Patriotas de Fernando VII al servicio del rey en turno y que pretendía derrocar a Iturrigaray y acabar con los ilustrados partidarios del virrey. El 15 de septiembre por la noche, fue la fecha propuesta para tomar por asalto el Palacio Virreinal y detener al virrey y a los miembros liberales del ayuntamiento. Esa misma tarde, Bataller y Catani visitaron al arzobispo de México, Francisco Xavier de Lizana y Beaumont para revelarle sus planes. El arzobispo fue convencido y les dio la bendición arzobispal.
La noche del 15 de septiembre, Iturrigaray había sido prevenido de una conspiración en su contra, y por tal motivo ordenó la llegada a la ciudad del regimiento de Dragones de la Reina con sede en Celaya, que habría de patrullar la ciudad desde el 17 de septiembre. También, esa noche asistió con su esposa, María Inés de Jáuregui, a una función de zarzuela ofrecida en un teatro capitalino. La representación culminó a altas horas de la noche y el virrey, a punto de ser vencido por el sueño, decidió trasladarse cuanto antes a su residencia en Tacubaya. En el trayecto, su esposa se dio cuenta de que varios hombres se encontraban en las cercanías del palacio. Al entrar en el palacio, y a continuación en su dormitorio, la pareja creyó haber concluido su jornada. Sin embargo, las fuerzas comandadas por Gabriel de Yermo y los Patriotas de Fernando VII, tenían partidarios en el seno de la guardia, que les permitieron la entrada al palacio sin ninguna resistencia. Sin embargo, algunos guardas de los aposentos del virrey, se negaron a entregarse a los conspiradores y fueron asesinados. Una vez en el palacio, Yermo aprehendió a Iturrigaray y a su mujer, acusándoles de fraude a la corona, de sabotaje y de intentar sublevarse en contra del rey. La señora de Iturrigaray y sus hijos fueron trasladados al convento de San Bernardo de Claraval, y después llevados presos junto con el virrey a Cádiz. Iturrigaray fue conducido a proceso judicial y murió en 1815. Dentro del palacio se encontraron documentos administrativos que fueron usados en el juicio de Iturrigaray. Pocos minutos de la detención del virrey, Bataller y Catani arribaron al palacio. Yermo, jefe militar del grupo, les informó que la operación se había llevado a cabo con satisfacción. Bataller, por su parte, sugirió el arresto de Primo de Verdad y Azcárate, considerados líderes intelectuales de los ilustrados. Pedro Catani, por su parte, pidió a Yermo hacer lo propio con el fraile mercedario Melchor de Talamantes, originario del Perú y partidario de las ideas liberales y de independencia. Los tres personajes fueron capturados por la guardia de Yermo la noche del golpe y conducidos a cárceles distintas. Primo de Verdad estuvo encerrado en la cárcel del Arzobispado hasta el 4 de octubre, cuando murió en extrañas circunstancias. Azcárate estuvo encarcelado y fue liberado hasta 1811, en 1821 participó en la firma del Acta de Independencia del Primer Imperio Mexicano. Melchor de Talamantes, mientras tanto, fue recluido en San Juan de Ulúa, donde murió de fiebre amarilla el 9 de mayo de 1809.

## Consecuencias

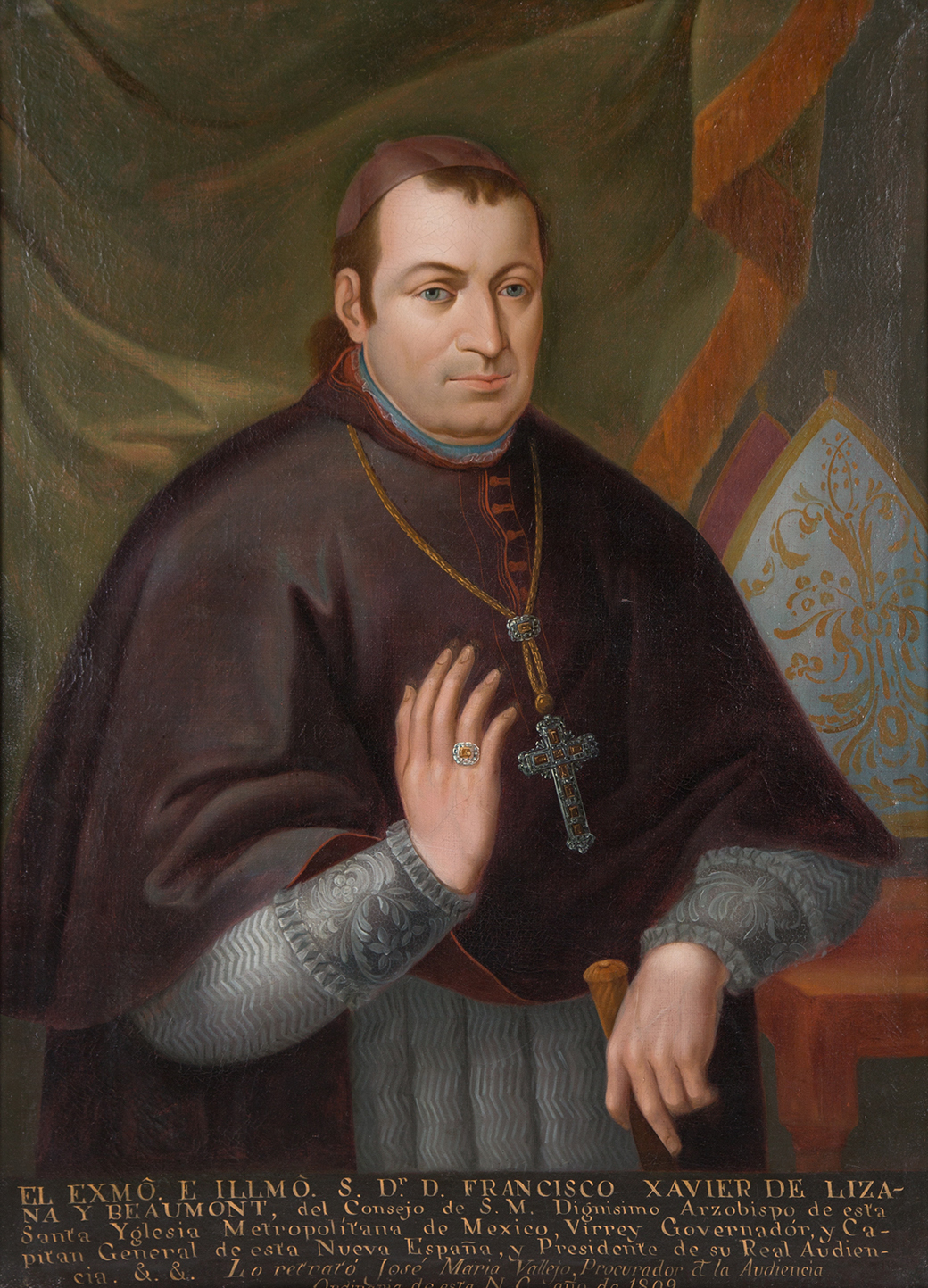
El arzobispo virrey Lizana y Beaumont.

Al día siguiente, se realizó la misa de investidura de Pedro de Garibay como virrey legítimo de la Nueva España, en sustitución del derrocado Iturrigaray. El nuevo gobernante era un militar que contaba más de ochenta años y cerca de sesenta al servicio del ejército. Participó en la guerra de los Siete Años y en la guerra de Independencia de Estados Unidos. Radicaba en Nueva España desde 1779 como jefe militar del gobierno de Antonio María de Bucareli, su mentor político. Simpatizó en un primer momento con las ideas de Yermo, más aún no participó en el golpe debido a su avanzada edad. Su primera acción fue ordenar que el regimiento de Celaya regresara a su cuartel, por ser leal a Iturrigaray, y el regimiento de Michoacán patrulló esos días la ciudad. Como informó Bataller a la Junta Suprema Central de España (resultado de la fusión entre las de Oviedo y Sevilla) Pedro de Garibay es un militar con amplio historial de servicio •	a la corona. Será fácil de manipular. Sin embargo, Garibay en pocos meses enfermó de tuberculosis y debió dejar el cargo en mayo de 1809, a los siete meses de ser nombrado gobernante novohispano.
En su lugar, de la península llegó el nombramiento del eclesiástico Francisco Xavier de Lizana y Beaumont, oriundo de Logroño, La Rioja. Llevaba siendo arzobispo de México desde 1802, y también había servido en el obispado de Teruel, Aragón. La Junta se había preocupado por el alcance que los reaccionarios (en la figura de Bataller, Aguirre y Catani) habían conseguido, por lo que la principal misión de Lizana en el virreinato fue restar poder e importancia a quienes derrocaron al virrey Iturrigaray. Guillermo Aguirre y Viana falleció el 3 de agosto de 1809, privando a los golpistas de uno de sus principales cabecillas. Catani y Bataller fueron asignados a misiones especiales para intentar destruir las conspiraciones que se habían dado en las provincias de la Nueva España.
En diciembre de 1809, se descubrió en Valladolid (hoy Morelia, Michoacán) una conspiración para independizar a la Nueva España, encabezada por el hacendado José Mariano Michelena. Una vez que todos los implicados en la Conjura de Valladolid fueron detenidos, el virrey dejó pasar un tiempo prudencial y les puso en libertad al iniciar el mes de marzo de 1810. Catani, enemigo del arzobispo, informó a la península lo sucedido y pidió, en consecuencia, la remoción de Lizana del cargo de virrey. En septiembre, arribó a la Nueva España el sustituto de Lizana, Francisco Xavier Venegas. Por esas fechas se gestaba en Querétaro, una conspiración, con los mismos fines que la de Valladolid, encabezada por el corregidor Miguel Domínguez y su esposa Josefa Ortiz de Domínguez, el sacerdote Miguel Hidalgo, párroco de Dolores; los militares Ignacio Allende, Juan Aldama y Mariano Abasolo. Al ser descubierta esta conjura, inició la guerra de Independencia de México con el Grito de Dolores.